# Liste der Monuments historiques in Monprimblanc
Die Liste der Monuments historiques in Monprimblanc führt die Monuments historiques in der französischen Gemeinde Monprimblanc auf.

## Liste der Bauwerke
| Bezeichnung             | Beschreibung              | Standort | Kennzeichnung | Schutzstatus | Datum | Bild |
| ----------------------- | ------------------------- | -------- | ------------- | ------------ | ----- | ---- |
| Kirche St-Jean-Baptiste | Erbaut im 12. Jahrhundert | (Lage)   | PA00083636    | Inscrit      | 1981  |      |

## Liste der Objekte
| Bezeichnung          | Beschreibung                              | Standort                              | Kennzeichnung | Schutzstatus | Datum | Bild |
| -------------------- | ----------------------------------------- | ------------------------------------- | ------------- | ------------ | ----- | ---- |
| Glocke               | Bronze, 1553 gegossen                     | in der Kirche St-Jean-Baptiste (Lage) | PM33000599    | Classé       | 1942  |      |
| 14 Kreuzwegstationen | Lithographien, Mitte des 19. Jahrhunderts | in der Kirche St-Jean-Baptiste (Lage) | PM33001892    | Inscrit      | 2000  |      |